# Aochleta
Aochleta é um gênero de traça pertencente à família Agonoxenidae.